# 9110 Choukai
9110 Choukai (1997 AM19) là một tiểu hành tinh vành đai chính được phát hiện ngày 13 tháng 1 năm 1997 bởi T. Okuni ở Nanyo.